# 이방인 (1998년 영화)
"이방인"은 1998년에 개봉한 대한민국의 영화이다.

## 캐스팅
- 안성기 : 김 역
- 에바 가브릴룩 : 욜라 역
- 파보기우 부르치크 : 미하우 역
- 김지숙 : 김의 아내 (목소리) 역
- 최지우 : 김의 딸 (목소리) 역